# Thoise
Thoise ist ein Militärflugplatz, der auf 3.067 Metern über Meereshöhe liegt, und ein kleines Dorf im Shyok-Tal in Ladakh, Indien (Thoise ist ein Akronym aus: Transit Halt Of Indian Soldiers Enroute).
Flughafen und Dorf haben dadurch Bedeutung, dass der Flughafen für den militärischen Nachschub an Menschen und Material mit Hubschraubern und Flugzeugen für die indischen Grenztruppen genutzt wird, die seit dem Siachen-Konflikt vom 13. April 1984 bis heute auf dem Siachen-Gletscher stationiert sind. Die indische Armee hält bei Thoise auch ein Treibstofflager für ihre Fahrzeuge und Luftschiffe vor. Thoise ist etwa 160 km von Leh in Ladakh und 25 km von Disket, einem Ort im Nubra-Tal, entfernt. Thoise kann motorisiert über den Kardung-La-Pass erreicht werden, einem der höchsten befahrbaren Hochgebirgspässe der Welt. 
Hinter Thoise befindet sich nach dem Kontrollpunkt von Hundur militärisches Sperrgebiet, das nur mit Erlaubnis betreten werden kann. 